# Trofeo Josue Danny Ortiz
El Trofeo Josue Danny Ortiz se entrega al portero menos vencido en cada torneo en la Liga Nacional de Guatemala.
Su nombre se debe al fallecido arquero guatemalteco Josue Danny Ortiz, más conocido como Danny Ortiz, que murió debido a un choque con el entonces jugador de Comunicaciones Mario Rodríguez.

## Ganadores
| Torneo        | Jugador               | Club                                   | Juegos | Goles | Promedio |
| ------------- | --------------------- | -------------------------------------- | ------ | ----- | -------- |
| Apertura 2002 | Danny Ortiz           | Club Social y Deportivo Municipal      | 17     | 13    | 0.76     |
| Clausura 2003 | Edgar Estrada         | Club Social y Deportivo Comunicaciones | 14     | 9     | 0.64     |
| Apertura 2003 | Edgar Estrada         | Club Social y Deportivo Comunicaciones | 16     | 17    | 1.06     |
| Clausura 2004 | Miguel Ángel Klee     | Cobán Imperial                         | 18     | 23    | 1.28     |
| Apertura 2004 | Jorge Vinicio Ovando  | Club Deportivo Heredia                 | 15     | 24    | 1.60     |
| Clausura 2005 | Leonardo Díaz         | Club Social y Deportivo Municipal      | 16     | 14    | 0.88     |
| Apertura 2005 | Leonardo Díaz         | Club Social y Deportivo Municipal      | 13     | 10    | 0.77     |
| Clausura 2006 | Leonardo Díaz         | Club Social y Deportivo Municipal      |        |       |          |
| Apertura 2006 | David Guerra          | Club Social y Deportivo Comunicaciones | 16     | 12    | 0.75     |
| Clausura 2007 | Paulo César Motta     | Club Social y Deportivo Municipal      | 15     | 17    | 1.13     |
| Apertura 2007 | David Guerra          | Club Social y Deportivo Comunicaciones | 16.44  | 17    | 1.03     |
| Clausura 2008 | Jaime Penedo          | Club Social y Deportivo Municipal      | 13.29  | 8     | 0.60     |
| Apertura 2008 | Jorge Eduardo Estrada | Deportivo Zacapa                       | 17     | 14    | 0.82     |
| Clausura 2009 | Jaime Penedo          | Club Social y Deportivo Municipal      | 17     | 12    | 0.71     |
| Apertura 2009 | Fernando Patterson    | Xelajú Mario Camposeco                 | 20.38  | 17    | 0.83     |
| Clausura 2010 | Marvin Barrios        | Juventud Retalteca                     | 20     | 16    | 0.80     |
| Apertura 2010 | Paulo César Motta     | Deportivo Mictlán                      | 21     | 18    | 0.86     |
| Clausura 2011 | Jaime Penedo          | Club Social y Deportivo Municipal      | 19     | 13    | 0.68     |
| Apertura 2011 | Ricardo Jerez         | Deportivo Marquense                    | 19     | 14    | 0.74     |
| Clausura 2012 | Ricardo Jerez         | Deportivo Marquense                    | 21     | 17    | 0.81     |
| Apertura 2012 | Juan José Paredes     | Club Social y Deportivo Comunicaciones | 18     | 11    | 0.61     |
| Clausura 2013 | Juan José Paredes     | Club Social y Deportivo Comunicaciones | 17.44  | 6     | 0.34     |
| Apertura 2013 | Santiago Morandi      | Club Social y Deportivo Municipal      | 21     | 12    | 0.57     |
| Clausura 2014 | Shane Moody-Orio      | Club Social y Deportivo Suchitepéquez  | 20     | 16    | 0.80     |
| Apertura 2014 | Juan José Paredes     | Club Social y Deportivo Comunicaciones | 18.50  | 13    | 0.70     |
| Clausura 2015 | Paulo César Motta     | Club Social y Deportivo Municipal      | 22     | 16    | 0.73     |
| Apertura 2015 | José Mendoza Posas    | Xelajú Mario Camposeco                 | 21     | 16    | 0.76     |
| Clausura 2016 | David Guerra          | Universidad SC                         | 15.76  | 14    | 0.89     |
| Apertura 2016 | Javier Irazún         | Comunicaciones Fútbol Club             | 22     | 15    | 0.68     |
| Clausura 2017 | Nicholas Hagen        | Club Social y Deportivo Municipal      | 18.71  | 8     | 0.43     |
| Apertura 2017 | Adrián De Lemos       | Antigua Guatemala FC                   | 19     | 12    | 0.63     |
| Clausura 2018 | Paulo César Motta     | Club Deportivo Sanarate                | 21     | 12    | 0.57     |
| Apertura 2018 | José Calderón         | Deportivo Guastatoya                   | 19     | 10    | 0.53     |
| Clausura 2019 | Javier Irazún         | Comunicaciones Fútbol Club             | 22     | 14    | 0.64     |
| Apertura 2019 | Adrián De Lemos       | Deportivo Guastatoya                   | 20     | 18    | 0.90     |
| Apertura 2020 | Víctor Rafael García  | Club Social y Deportivo Municipal      | 13     | 7     | 0.54     |
| Clausura 2021 | Adrián De Lemos       | Deportivo Guastatoya                   | 15     | 8     | 0.54     |
| Apertura 2021 | Braulio Linares       | Antigua Guatemala FC                   | 19     | 10    | 0.53     |
| Clausura 2022 | Darío Silva           | Deportivo Malacateco                   | 19     | 16    | 0.73     |
| Apertura 2022 | Adrián De Lemos       | Deportivo Guastatoya                   | 20     | 15    | 0.79     |
| Clausura 2023 | José Calderón         | Xelajú Mario Camposeco                 | 21     | 9     | 0.43     |
| Apertura 2023 | José Calderón         | Xelajú Mario Camposeco                 | 15     | 12    | 0.80     |
| Clausura 2024 | Kevin Moscoso         | Deportivo Mixco                        | 14     | 9     | 0.87     |
| Apertura 2024 | José Calderón         | Xelajú Mario Camposeco                 | 14     | 6     | 0.43     |
| Clausura 2025 | Darío Silva           | Deportivo Marquense                    | 18     | 12    | 0.67     |

### Trofeo por jugador
| Jugador               | Trofeos |
| --------------------- | ------- |
| Paulo César Motta     | 4       |
| Joseph Calderón       | 4       |
| Adrián De Lemos       | 4       |
| Leonardo Díaz         | 3       |
| David Guerra          | 3       |
| Juan José Paredes     | 3       |
| Jaime Penedo          | 3       |
| Edgar Estrada         | 2       |
| Ricardo Jerez         | 2       |
| Darío Silva           | 2       |
| Fernando Patterson    | 2       |
| Javier Irazún         | 2       |
| Danny Ortiz           | 1       |
| Miguel Ángel Klee     | 1       |
| Jorge Vinicio Ovando  | 1       |
| Jorge Eduardo Estrada | 1       |
| Marvin Barrios        | 1       |
| Santiago Morandi      | 1       |
| Shane Moody-Orio      | 1       |
| José Mendoza Posas    | 1       |
| Nicholas Hagen        | 1       |
| Braulio Linares       | 1       |

### Trofeo por equipo
| Equipo                                | Trofeos |
| ------------------------------------- | ------- |
| Club Social y Deportivo Municipal     | 12      |
| Comunicaciones Fútbol Club            | 9       |
| Xelajú Mario Camposeco                | 6       |
| Deportivo Guastatoya                  | 3       |
| Deportivo Marquense                   | 3       |
| Antigua Guatemala FC                  | 2       |
| Cobán Imperial                        | 1       |
| Club Deportivo Heredia                | 1       |
| Deportivo Zacapa                      | 1       |
| Juventud Retalteca                    | 1       |
| Deportivo Mictlán                     | 1       |
| Club Social y Deportivo Suchitepéquez | 1       |
| Universidad SC                        | 1       |
| Club Deportivo Sanarate               | 1       |
| Deportivo Malacateco                  | 1       |

### Trofeo por país
| País       | Trofeos |
| ---------- | ------- |
| Guatemala  | 21      |
| Panamá     | 7       |
| Costa Rica | 6       |
| Uruguay    | 6       |
| Argentina  | 3       |
| Belice     | 1       |
| Honduras   | 1       |

- Datos: Q6153103